# Virginio Rognoni
Virginio Rognoni (ur. 5 sierpnia 1924 w Corsico, zm. 20 września 2022 w Pawii) – włoski polityk, prawnik i samorządowiec, długoletni deputowany, minister w różnych resortach.

## Życiorys
Z wykształcenia prawnik, z zawodu adwokat. Kształcił się w Collegio Ghislieri, został absolwentem prawa na Uniwersytecie w Pawii. Pracował również jako nauczyciel akademicki na macierzystej uczelni. Pod koniec lat 40. przebywał na Uniwersytecie Yale jako stypendysta Programu Fulbrighta.
Zaangażował się w działalność polityczną w ramach Chrześcijańskiej Demokracji. W 1960 został radnym miejskim w Pawii. W latach 1964–1967 pełnił funkcję wiceburmistrza i asesora do spraw urbanizacji. W 1968 po raz pierwszy został wybrany do Izby Deputowanych. Z powodzeniem ubiegał się o reelekcję w sześciu kolejnych wyborach, zasiadając w niższej izbie włoskiego parlamentu nieprzerwanie do 1994 jako poseł V, VI, VII, VIII, IX, X i XI kadencji.
W 1978 został ministrem spraw wewnętrznych, urząd ten sprawował do 1983 w ośmiu kolejnych rządach. Objął go w trakcie kryzysu politycznego po porwaniu i zabójstwie byłego premiera Alda Moro. W tym czasie Włochy zmagały się z wzmożoną działalnością grup terrorystycznych i zorganizowaną przestępczością. W zamachach zleconych przez środowiska mafijne zginęli m.in. polityk Pio La Torre i generał Carlo Alberto Dalla Chiesa. Z inicjatywy Virginia Rognoniego parlament przyjął ustawę wprowadzającą karalność przestępstwa polegającego na przystępowaniu do organizacji przestępczej. W sierpniu 1986 powrócił do rządu jako minister sprawiedliwości, którym był do lipca 1987. Od lipca 1990 do czerwca 1992 stał na czele ministerstwa obrony.
W 1994, po rozpadzie chadecji, dołączył do Włoskiej Partii Ludowej. Od 2002 do 2006 był wiceprzewodniczącym Najwyższej Rady Sądownictwa. Należał do grupy autorów manifestu powołanej w 2007 Partii Demokratycznej.